# Oravská Lesná
Oravská Lesná (in ungherese Erdőtka) è un comune della Slovacchia facente parte del distretto di Námestovo, nella regione di Žilina.